# 카슴파샤 SK
카슴파샤 수페르 클뤼뷔(튀르키예어: Kasımpaşa Spor Kulübü)는 이스탄불의 베이욜루 지역에 위치한 튀르키예의 프로 축구 클럽이다.
클럽은 베이욜루 지역의 카슴파샤에 있는 레제프 타이이프 에르도안 스타디움에서 홈 경기를 치른다. 2023-24년 시즌 현재 카슴파샤는 페네르바흐체, 갈라타사라이, 베식타시, 파티흐 카라귐뤼크, 펜디크스포르, 이스탄불스포르, 이스탄불 바샥셰히르와 함께 이스탄불을 대표하는 8개의 쉬페르리그 클럽 중 하나이다. 2021년 11월, 클럽은 공식적으로 창립 100주년을 기념했다.

## 경기장

### 레제프 타이이프 에르도안 스타디움
레제프 타이이프 에르도안 대통령의 이름을 딴 이 경기장은 카슴파샤 스타디움으로도 알려져 있다. 약 14,000석의 좌석을 수용할 수 있다.

## 선수 명단

### 현역
참고: FIFA 자격 규정에 따라 소속된 국가대표팀 국기를 표시합니다. 선수는 복수의 FIFA 비회원국 국적을 가지고 있을 수 있습니다.
| 번호 | 포지션 | 국적                  | 이름                    |
| ---- | ------ | --------------------- | ----------------------- |
| 1    | GK     |                       | 안드레아스 지아니오티스 |
| 2    | DF     |                       | 클라우디오 윙크         |
| 6    | MF     |                       | 괴칸 귈                 |
| 7    | FW     | 세네갈                | 마마두 폴               |
| 9    | MF     | 크로아티아            | 요시프 브레칼로         |
| 10   | FW     | 보스니아 헤르체고비나 | 하리스 하이라디노비치   |
| 12   | MF     | 튀니지                | 모르타다 벤 오우아네스  |
| 18   | FW     | 카보베르데            | 누노 다 코스타          |
| 35   | DF     | 튀르키예              | 아이타치 카라           |

| 번호 | 포지션 | 국적     | 이름                |
| ---- | ------ | -------- | ------------------- |
| 58   | DF     | 튀르키예 | 야신 외즈칸         |
| 72   | MF     | 체코     | 안토닌 바락         |
| 91   | DF     |          | 카밀 피옹트코프스키 |
| -    | MF     |          | 캔 켈레쉬           |

## 역대 감독
| 감독                | 임기        |
| ------------------- | ----------- |
| 베르너 로란트       | 2007        |
| 쇼타 아르벨라제     | 2012 ~ 2015 |
| 얀 바우터르스(대행) | 2015        |